# Луда (река)
Луда — река в России, протекает по территории Беломорского района Карелии. Берёт своё начало из Большого Лудозера, впадает в Корбозеро, через которое протекает Сума. Длина реки — 22 км.
Имеет левый приток Лавтручей.

## Данные водного реестра
По данным государственного водного реестра России относится к Баренцево-Беломорскому бассейновому округу, водохозяйственный участок реки — реки бассейна Онежской губы от южной границы бассейна реки Кемь до западной границы бассейна реки Унежма, без реки Нижний Выг. Речной бассейн реки — бассейны рек Кольского полуострова и Карелии, впадает в Белое море.